# TSV Ofterdingen
Turn- und Sportverein 1904 Ofterdingen e. V. é uma agremiação esportiva alemã, fundada em 1904, sediada em Ofterdingen na região da Tubinga.

## História
O clube foi fundado em 1904. A melhor campanha ocorreu em 1982, quando dominou a Verbandsliga Württemberg e chegou à Oberliga Baden-Württemberg.
Ao chegar a final da WFV-Pokals, em 1984, se qualificou para a DFB Pokal na temporada 1984-1985. Foi eliminado ao ser derrotado por 1 a 0, em casa, pelo VfL Bochum.
Já em 1977, atingira a primeira fase da DFB Pokal. No estádio no Kreuzeiche, em Reutlingen, diante de 15.000 espectadores, o Hamburger SV, o qual seria campeão da Taça das Taças da Europa, o bateu por 5 a 0.
Na temporada 2008-2009 participa da Bezirksliga Alb. Na temporada 2010-2011 conquistou a Bezirksliga Alb. e chegou à Landesliga.

## Títulos

### Liga
- Verbandsliga Württemberg
  - Campeão: 1982;
- Bezirksliga Alb.
  - Campeão: 2011;

### Copa
- WFV-Pokal: 
  - Vice-campeão: 1984;

## Cronologia
| Temporada | Liga                           | Colocação |
| --------- | ------------------------------ | --------- |
| 2000/01   | Verbandsliga Württemberg       | 13ª       |
| 2001/02   | Verbandsliga Württemberg       | 13ª       |
| 2002/03   | Landesliga Württemberg Grupo 3 | 1ª        |
| 2003/04   | Verbandsliga Württemberg       | 15ª       |
| 2004/05   | Landesliga Württemberg Grupo 3 | 13ª       |
| 2005/06   | Bezirksliga Alb.               | 1ª        |
| 2006/07   | Landesliga Württemberg Grupo 3 | 12ª       |
| 2007/08   | Bezirksliga Alb.               | 4ª        |
| 2008/09   | Bezirksliga Alb.               | 7ª        |
| 2009/10   | Bezirksliga Alb.               | 4ª        |
| 2010/11   | Bezirksliga Alb.               | 1ª        |
| 2011/12   | Landesliga Württemberg Grupo 3 | 12ª       |
| 2012/13   | Bezirksliga Alb.               | ª         |